# Konstantin Nikolajevič Baťuškov
Konstantin Nikolajevič Baťuškov (rusky Константин Николaевич Бaтюшков; 18. květnajul./ 29. května 1787greg., Vologda – 9. červencejul./ 21. července 1855greg., tamtéž) byl ruský raně romantický básník, prozaik a překladatel.

## Život
Pocházel ze staré, ale chudé šlechtické rodiny. Vychováván byl v penzionátech a u vzdělaných příbuzných. Pak pracoval na Ministerstvu školství. Za napoleonských válek vstoupil do vojska a roku 1807 byl těžce raněn v bitvě u Heilsbergu. Zúčastnil se i bojů po Napoleonově ruském tažení roku 1813. V letech 1815–1816 sloužil v Kamenci Podolském a pak odešel do výslužby. Od roku 1817 byl sekretářem na ruském velvyslanectví v Neapoli. Roku 1822 mu duševní choroba, kterou zdědil po své matce, prakticky znemožnila pokračovat v literární tvorbě. Léčil se mimo jiné v Karlových Varech, v Teplicích a na soukromé psychiatrické klinice v Sonnensteinu v Sasku. Dožil v rodném městě v domě svého synovce, kde zemřel na skvrnitý tyfus. Byl pohřben v klášteře svatého Spasitele-Prilutského nedalego Vologdy.
V Baťuškově poezii doznívá pozdní klasicismus a preromantismus, ale zároveň se objevuje romantická deziluze a tragické vidění světa. Nejprve psal klasické madrigaly a žertovné literární satiry, později u něho začaly převažovat elegie, podnícené i válečnými zážitky. Kromě básní psal i eseje a filosofické a literární pojednání a překládal především z italštiny a francouzštiny. Jazykem a stylem se stal předchůdcem Puškinovy básnické generace.

## Dílo (výběr)
- Воспоминаниe 1807 года (1807, Vzpomínky z roku 1807).
- Видение на берегах Леты (1809, Vidina na březích Léthé), satira.
- Отрывок из писем русского офицера о Финляндии (1809, Úryvek z dopisu ruského důstojníka ve Finsku), próza.
- Прогулка пo Москвe (1811, Procházka po Moskvě), próza.
- Дружество (1812, Přátelství).
- Розлукa (1812, Rozchod).
- К Дашкову (1813, K Daškovu).
- На развалинах замка в Швеции (1814, Na rozvalinách švédského zámku), historickofilozofická elegie.
- Тень друга (1814, Stín přítele).
- Судьба Одиссея (1814, Odysseův osud).
- Умирающий Тасс (1817, Umírající Tasso), historická elegie s tragickým viděním životní marnosti.
- Опыты в стихах и прозе (1817, Pokusy veršem i prózou), dva svazky, souborné vydání Baťuškových děl.
- Из греческой антологии (1817-1818, Z řecké antologie), lyrický cyklus s takovým pojetím antiky, ve kterém převládají silné vášně a urputný zápas s osudem.
- Подражания древним (1821, Ohlasy klasiků), lyrický cyklus.

### Galerie

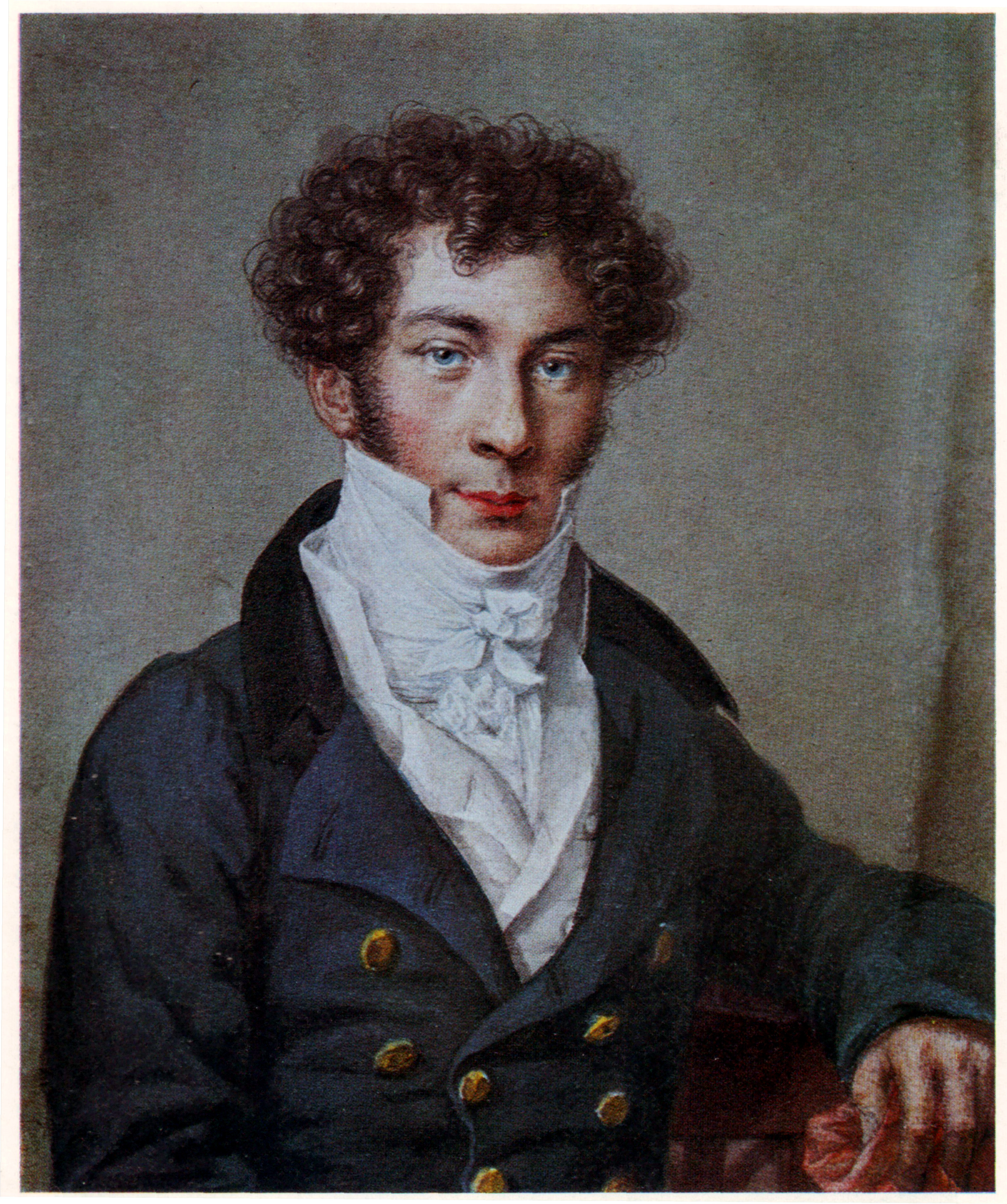
Baťuškov na obraze N. I. Utkina z roku 1815
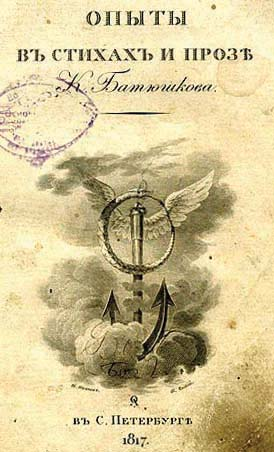
Titulní list knihy Pokusy veršem i prózou z roku 1817
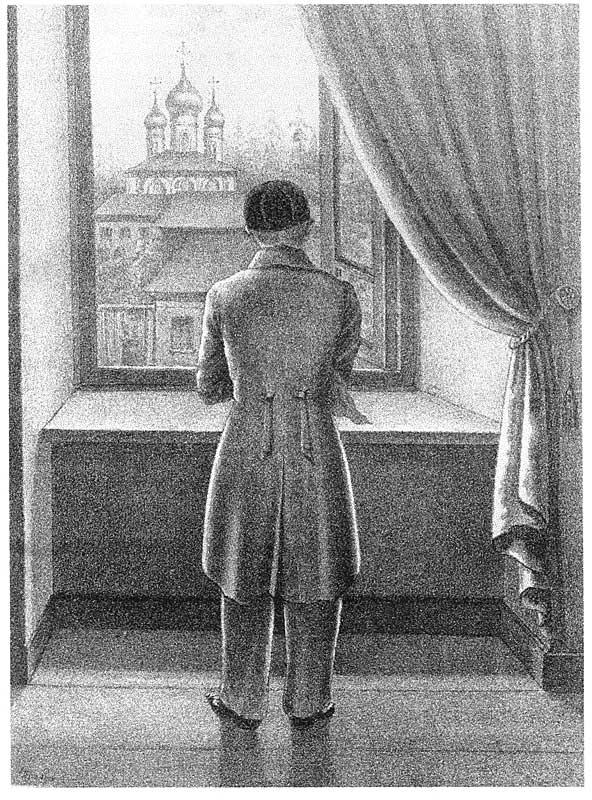
N. V. Berg: Baťuškov ve Vologdě v roce 1847
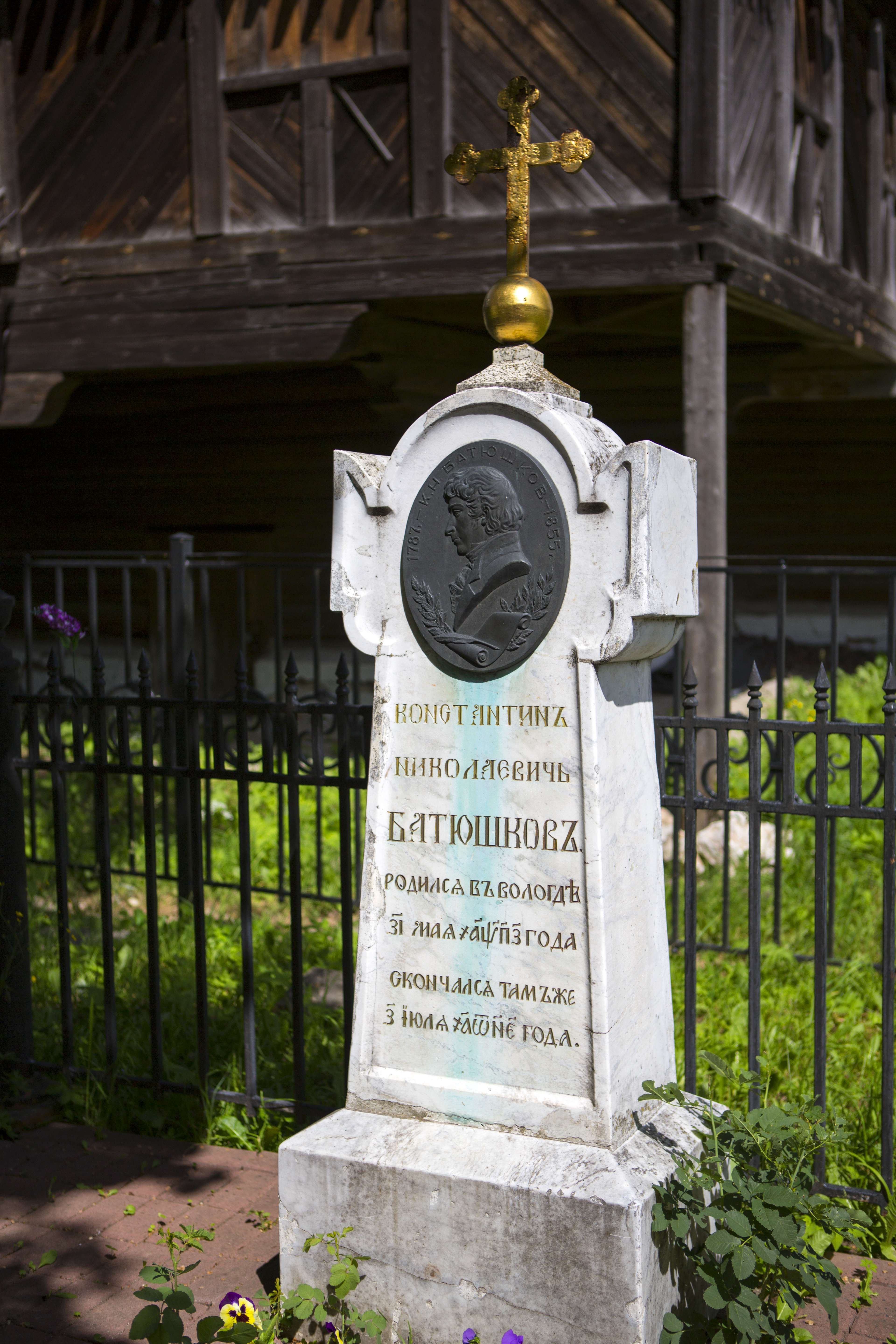
Básníkův hrob v klášteře svatého Spasitele-Priluckého
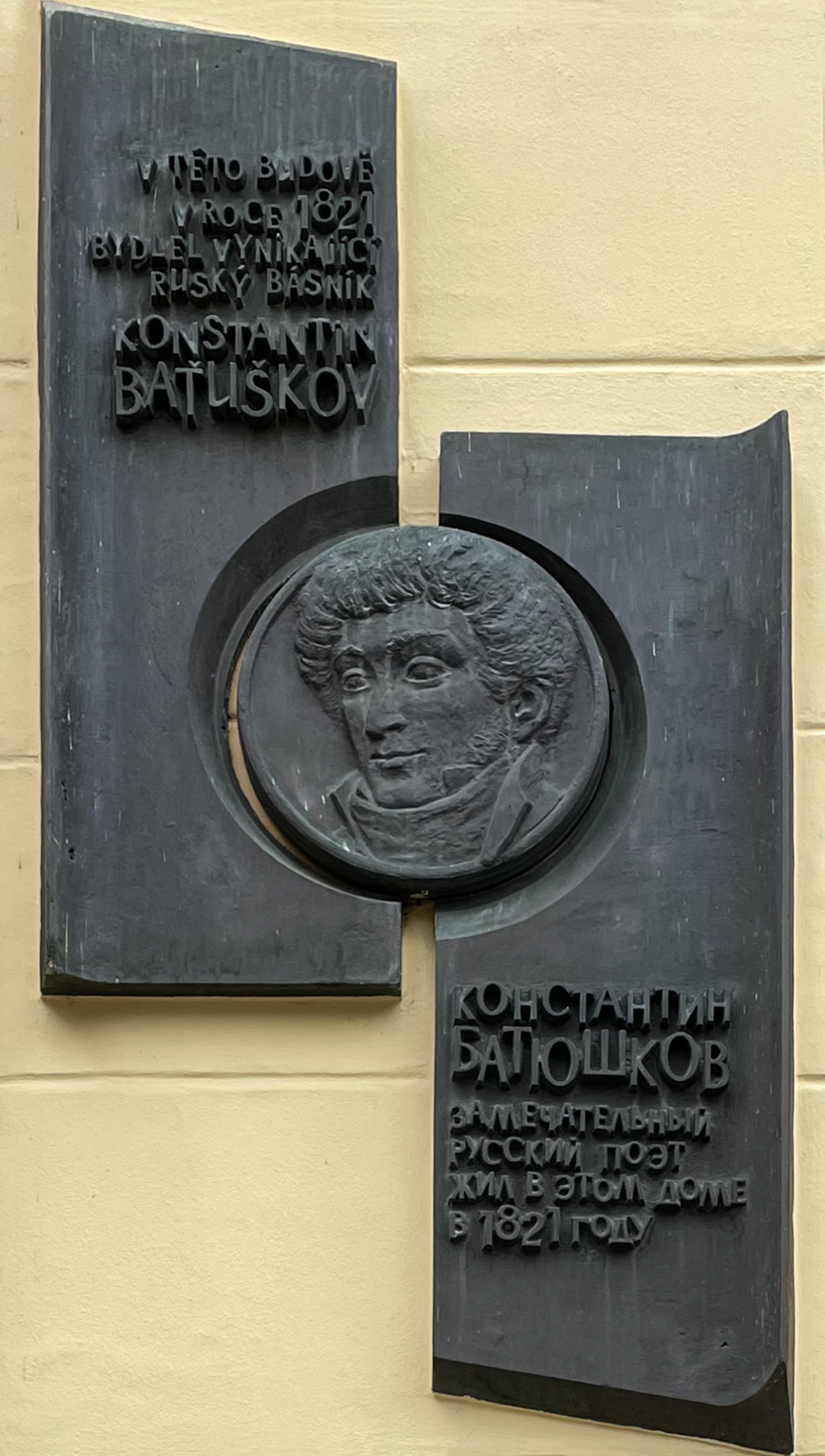
Pamětní deska na básníkův léčebný pobyt v Karlových Varech roku 1821